# السفارة القطرية في البرازيل
السفارة القطرية في البرازيل هي إحدى البعثات الدبلوسية القطرية والتي تمثّل دولة قطر في البرازيل، ويترأس هذه البعثة السفير محمد بن أحمد الحايكي.